# Хорева Наталія Володимирівна
Ната́лія Володи́мирівна Хо́рева (рос. Наталья Хорева; 28 травня 1986, м. Москва, СРСР) — російська саночниця, яка виступає в санному спорті на професіональному рівні з 2006 року. Є дебютантом національної команди, як учасник зимових Олімпійських ігор в 2010 році в одиночних змаганнях й стала десятою в табелі ранггів. Також починає здобувати успіхи на світових форумах саночників, починаючи з 2010 року балансує на межі 10 найкращих саночниць світу.